# Szymon z Limburga
Szymon z Limburga (ur. ok. 1177-1178, zm. 1 sierpnia 1196 w Rzymie) – biskup Liège w latach 1193–1195, kardynał od 1195.

## Życiorys
Szymon był jednym z synów księcia Limburgii Henryka III i Zofii, prawdopodobnie córki hrabiego Saarbrücken Szymona. Jego ojciec, pozostający w sporze z hrabiami Hainaut próbował pozyskać dla Szymona biskupstwo Liège, co znacząco wzmocniłoby jego pozycję. Kontrkandydatem był wspierany przez Baldwina V z Hainaut Albert z Cuyck. Wybór Szymona na biskupa doprowadził do wojny między Henrykiem limburskim i Baldwinem z Hainaut. Papież zatwierdził ostatecznie na tym stanowisku Alberta, natomiast Szymonowi przyznał godność kardynalską. Wkrótce potem Szymon zmarł w Rzymie.